# 余瑊
余瑊（16世紀—1647年），字洪崖，河南歸德府商丘縣人，明朝、南明政治人物。

## 生平
余瑊是萬曆四十四年（1616年）的進士，獲授中書舍人，天啟年間拜貴州道御史，上疏清除惡吏、嚴禁請託，觸怒魏忠賢，命他以御史職務巡按雲南水西、東烏。當時兩地偏遠，普名聲、沙定洲等人曾趁機叛亂，而黔國公沐啟元亦專橫不法，他從劍關走捷徑西行，速遞檄文到水西、東烏勸告土著歸順，並召集沙、普二姓族人調停夙怨。沐啟元凶惡奸詐，運來黃金作賄賂遭拒絕，因此沐啟元疊石建立機關，打算殺害他，可是他在預感驅使下急速行進，機關只殺死轎夫。
余瑊回到朝廷後改任巡守邊境，將領都感到害怕，他說：「我不接受黔國公的屈辱。」將領故此接受他的節制。之後他轉任南太仆寺卿，以右副都御史视师江上，寻擢兵部右侍郎，转左兼戎政。崇祯十五年升南京兵部尚書，數次上書策略，未獲回應，於是棄官移居福州。隆武帝繼位，起用他為南京吏部尚書，很快被清朝召至北京；他稱病請求退休，以兵部尚書予告，順治四年丁亥（1647年）歸，鬱鬱数月後去世。

## 引用
- 劉榛《余司馬傳》

1. 1 2  錢海岳《南明史·卷四十三·列傳第十九》：余瑊，字洪崖，商丘人。萬曆四十四年進士。授中書舍人。天啟中，上言清狐鼠、嚴請託。魏忠賢怒，思中之，乃命以御史巡按雲南。時水西、東烏交畔道梗，又沙、普土司搆難，日尋干戈，而黔國公尤跋扈不法。瑊自劍關渡瀘，間道西行。飛檄水西、東烏，諭以威德，酋皆束戈聽命。召沙、普，平其夙怨。惟黔國公黠桀，輦金賂戚，贓不受。乃疊石為坊，伏機於下，將殺瑊。瑊過心動，疾驅獲免，機發石下，輿人死焉。
2. ↑  錢海岳《南明史·卷四十三·列傳第十九》：回朝，改巡九邊，諸將皆股弁，曰：「是不受黔國屈者也。」咸俯首受約束。累遷南京兵部尚書，數陳方畧，不報。遂投劾歸，徙居福州。紹宗立，起南京吏部尚書。清召至北京，引疾乞歸，以兵部尚書予告卒。